# Bactra scrupulosa
Bactra scrupulosa es una especie de polilla del género Bactra, categorizada en la tribu Olethreutini, de la subfamilia Olethreutinae.

## Distribución
Se distribuye por Sudáfrica.

## Taxonomía
Fue descrita por Meyrick en 1911 y publicada en (Bactra), Ann. Transvaal Mus. 2: 227.